# Șura Mare (gmina)
Șura Mare – gmina w Rumunii, w okręgu Sybin. Obejmuje miejscowości Hamba i Șura Mare. W 2011 roku liczyła 3769 mieszkańców.